# Gare de Mâcon-Loché-TGV
Gare de Mâcon-Loché-TGV vasútállomás Franciaországban, Mâcon településen.

## Vasútvonalak
Az állomást az alábbi vasútvonalak érintik:
- Combs-la-Ville-Saint-Louis-vasútvonal
- LGV Sud-Est

## Kapcsolódó állomások
A vasútállomáshoz az alábbi állomások vannak a legközelebb:
- Gare de Sathonay - Rillieux (Gare de Sathonay - Rillieux, LGV Sud-Est)
- Gare du Creusot TGV (Paris Gare de Lyon, LGV Sud-Est)